# Elencos da W52-FC Porto
A equipa ciclista profissional português W52-FC Porto tem tido, durante toda a sua história, os seguintes elencos:

## OFM-Quinta da Lixa

### 2013
| Nome                  | Nascimento | Nacionalidade | Equipa de 2012             |
| Rui Miguel Barros     | 26/03/1993 | Portugal      | Neoprofissional            |
| Samuel Caldeira       | 30/11/1985 | Portugal      | Carmim-Prio                |
| Gualter Carvalho      | 11/01/1993 | Portugal      | Neoprofissional            |
| Gustavo César Veloso  | 29/01/1980 | Espanha       | Andalucía                  |
| Mario Faria Costa     | 15/11/1985 | Portugal      | Barbot-Siper (2010)        |
| Luis Filipe Fernandes | 02/12/1987 | Portugal      | Neoprofissional            |
| Delio Fernández       | 17/02/1986 | Espanha       | Onda                       |
| Alejandro Marque      | 23/10/1981 | Espanha       | Carmim-Prio                |
| João Carlos Matias    | 26/05/1991 | Portugal      | Neoprofissional            |
| Helder Oliveira       | 20/02/1983 | Portugal      | Onda                       |
| Eduard Prades         | 09/08/1987 | Espanha       | Andorra-GrandValira (2009) |
| Jesús Rosendo         | 16/03/1982 | Espanha       | Andalucía                  |

1. ↑  Desde 1 de julho.

### 2014
| Nome                    | Nascimento | Nacionalidade | Equipa de 2013                  |
| Rui Miguel Barros       | 26/03/1993 | Portugal      | OFM-Quinta da Lixa              |
| Samuel Caldeira         | 30/11/1985 | Portugal      | OFM-Quinta da Lixa              |
| Gualter Carvalho        | 11/01/1993 | Portugal      | OFM-Quinta da Lixa              |
| Flávio Filipe Cipriano  | 17/03/1992 | Portugal      | Neo (Liberty Seguros-Feira-KTM) |
| Mario Faria Costa       | 15/11/1985 | Portugal      | OFM-Quinta da Lixa              |
| Arkaitz Duram           | 18/05/1986 | Espanha       | Efapel-Glassdrive               |
| Luis Filipe Fernandes   | 02/12/1987 | Portugal      | OFM-Quinta da Lixa              |
| Delio Fernández         | 17/02/1986 | Espanha       | OFM-Quinta da Lixa              |
| Pedro Jorge Mendes Bras | 01/11/1994 | Portugal      | Neoprofissional                 |
| João Carlos Matias      | 26/05/1991 | Portugal      | OFM-Quinta da Lixa              |
| Helder Oliveira         | 20/02/1983 | Portugal      | OFM-Quinta da Lixa              |
| Eduard Prades           | 09/08/1987 | Espanha       | OFM-Quinta da Lixa              |
| Nuno Ribeiro            | 09/09/1977 | Portugal      | Efapel-Glassdrive               |
| Gustavo César Veloso    | 29/01/1980 | Espanha       | OFM-Quinta da Lixa              |
| Ricardo Vilela          | 18/12/1987 | Portugal      | Efapel-Glassdrive               |

1. ↑  Até a 17 de agosto.

## W52-Quinta da Lixa

### 2015
| Nome                    | Nascimento | Nacionalidade | Equipa de 2014                          |
| Raúl Alarcón            | 25/03/1986 | Espanha       | Louletano-Dunas Douradas                |
| Samuel Caldeira         | 30/11/1985 | Portugal      | OFM-Quinta da Lixa                      |
| Antonio Carvalho        | 25/10/1989 | Portugal      | LA Alumínios-Antarte                    |
| Gualter Carvalho        | 11/01/1993 | Portugal      | OFM-Quinta da Lixa                      |
| Luis Filipe Fernandes   | 02/12/1987 | Portugal      | OFM-Quinta da Lixa                      |
| Delio Fernández         | 17/02/1986 | Espanha       | OFM-Quinta da Lixa                      |
| João Carlos Matias      | 26/05/1991 | Portugal      | OFM-Quinta da Lixa                      |
| Helder Oliveira         | 20/02/1983 | Portugal      | OFM-Quinta da Lixa                      |
| Juan Ignacio Pérez      | 03/01/1990 | Espanha       | Gomur-Cantábria Desporto-Ferroatlántica |
| Ángel Sánchez Rebollido | 12/04/1993 | Espanha       | Neoprofissional                         |
| Carlos Ribeiro          | 10/08/1992 | Portugal      | Neoprofissional                         |
| Joaquim Silva           | 19/03/1992 | Portugal      | Neoprofissional                         |
| Ruben Veloso            | 03/12/1992 | Portugal      | Neoprofissional                         |
| Gustavo César Veloso    | 29/01/1980 | Espanha       | OFM-Quinta da Lixa                      |
| Rui Vinhas              | 06/12/1986 | Portugal      | Louletano-Dunas Douradas                |

1. ↑  Desde 25 de março

## W52-FC Porto

### 2016
| Nome                    | Nascimento | Nacionalidade | Equipa de 2015              |
| Raúl Alarcón            | 25/03/1986 | Espanha       | W52-Quinta da Lixa          |
| Samuel Caldeira         | 30/11/1985 | Portugal      | W52-Quinta da Lixa          |
| Antonio Carvalho        | 25/10/1989 | Portugal      | W52-Quinta da Lixa          |
| Daniel Freitas          | 10/05/1991 | Portugal      | LA Alumínios-Antarte (2014) |
| Ricardo Mestre          | 11/09/1983 | Portugal      | Team Tavira                 |
| Juan Ignacio Pérez      | 03/01/1990 | Espanha       | W52-Quinta da Lixa          |
| Ángel Sánchez Rebollido | 12/04/1993 | Espanha       | W52-Quinta da Lixa          |
| Rafael Reis             | 15/07/1992 | Portugal      | Team Tavira                 |
| João Rodrigues          | 15/11/1994 | Portugal      | Team Tavira                 |
| Joaquim Silva           | 19/03/1992 | Portugal      | W52-Quinta da Lixa          |
| Gustavo César Veloso    | 29/01/1980 | Espanha       | W52-Quinta da Lixa          |
| Rui Vinhas              | 06/12/1986 | Portugal      | W52-Quinta da Lixa          |

### 2017
| Nome                    | Nascimento | Nacionalidade | Equipa de 2016         |
| Raúl Alarcón            | 25/03/1986 | Espanha       | W52-FC Porto           |
| Amaro Antunes           | 27/11/1990 | Portugal      | LA Alumínios-Antarte   |
| Samuel Caldeira         | 30/11/1985 | Portugal      | W52-FC Porto           |
| António Carvalho        | 25/10/1989 | Portugal      | W52-FC Porto           |
| Tiago Ferreira          | 09/08/1994 | Portugal      | Neoprofissional        |
| Daniel Freitas          | 10/05/1991 | Portugal      | W52-FC Porto           |
| Ricardo Mestre          | 11/09/1983 | Portugal      | W52-FC Porto           |
| Juan Ignacio Pérez      | 03/01/1990 | Espanha       | W52-FC Porto           |
| João Rodrigues          | 15/11/1994 | Portugal      | W52-FC Porto           |
| Ángel Sánchez Rebollido | 12/04/1993 | Espanha       | W52-FC Porto           |
| Joaquim Silva           | 19/03/1992 | Portugal      | W52-FC Porto           |
| Jacobo Ucha             | 03/04/1993 | Espanha       | Rádio Popular-Boavista |
| Gustavo César Veloso    | 29/01/1980 | Espanha       | W52-FC Porto           |
| Rui Vinhas              | 06/12/1986 | Portugal      | W52-FC Porto           |

### 2018
| Nome                    | Nascimento | Nacionalidade | Equipa de 2017                  |
| Raúl Alarcón            | 25/03/1986 | Espanha       | W52-FC Porto                    |
| Samuel Caldeira         | 30/11/1985 | Portugal      | W52-FC Porto                    |
| António Carvalho        | 25/10/1989 | Portugal      | W52-FC Porto                    |
| José Fernandes          | 30/10/1995 | Portugal      | Neoprofissional                 |
| Tiago Ferreira          | 09/08/1994 | Portugal      | W52-FC Porto                    |
| César Fonte             | 10/12/1986 | Portugal      | LA Alumínios-Metalusa BlackJack |
| Daniel Freitas          | 10/05/1991 | Portugal      | W52-FC Porto                    |
| Ricardo Mestre          | 11/09/1983 | Portugal      | W52-FC Porto                    |
| João Rodrigues          | 15/11/1994 | Portugal      | W52-FC Porto                    |
| Ángel Sánchez Rebollido | 12/04/1993 | Espanha       | W52-FC Porto                    |
| Gustavo César Veloso    | 29/01/1980 | Espanha       | W52-FC Porto                    |
| Rui Vinhas              | 06/12/1986 | Portugal      | W52-FC Porto                    |

1. ↑  Até a 31 de julho

### 2019
| Nome                    | Nascimento | Nacionalidade | Equipa de 2018          |
| Raúl Alarcón            | 25/03/1986 | Espanha       | W52-FC Porto            |
| Francisco Brito Campos  | 10/10/1997 | Portugal      | Miranda-Mortágua        |
| Samuel Caldeira         | 30/11/1985 | Portugal      | W52-FC Porto            |
| António Carvalho        | 25/10/1989 | Portugal      | W52-FC Porto            |
| Tiago Ferreira          | 09/08/1994 | Portugal      | W52-FC Porto            |
| César Fonte             | 10/12/1986 | Portugal      | W52-FC Porto            |
| Jorge Magalhães         | 10/02/1997 | Portugal      | Miranda-Mortágua        |
| Daniel Mestre           | 01/04/1986 | Portugal      | Efapel                  |
| Ricardo Mestre          | 11/09/1983 | Portugal      | W52-FC Porto            |
| Edgar Pinto             | 27/08/1985 | Portugal      | Vito-Feirense-BlackJack |
| Rafael Reis             | 15/07/1992 | Portugal      | Caja Rural-Seguros RGA  |
| João Rodrigues          | 15/11/1994 | Portugal      | W52-FC Porto            |
| Ángel Sánchez Rebollido | 12/04/1993 | Espanha       | W52-FC Porto            |
| Joaquim Silva           | 19/03/1992 | Portugal      | Caja Rural-Seguros RGA  |
| Gustavo César Veloso    | 29/01/1980 | Espanha       | W52-FC Porto            |
| Rui Vinhas              | 06/12/1986 | Portugal      | W52-FC Porto            |

### 2020
| Nome                   | Nascimento | Nacionalidade | Equipa de 2019    |
| Raúl Alarcón           | 25/03/1986 | Espanha       | W52-FC Porto      |
| Amaro Antunes          | 27/11/1990 | Portugal      | CCC Team          |
| Francisco Brito Campos | 10/10/1997 | Portugal      | W52-FC Porto      |
| Samuel Caldeira        | 30/11/1985 | Portugal      | W52-FC Porto      |
| Tiago Ferreira         | 09/08/1994 | Portugal      | W52-FC Porto      |
| Jorge Magalhães        | 10/02/1997 | Portugal      | W52-FC Porto      |
| José Mendes            | 24/04/1985 | Portugal      | Sporting-Tavira   |
| Daniel Mestre          | 01/04/1986 | Portugal      | W52-FC Porto      |
| Ricardo Mestre         | 11/09/1983 | Portugal      | W52-FC Porto      |
| Edgar Pinto            | 27/08/1985 | Portugal      | W52-FC Porto      |
| Raúl Rico Bordera      | 25/04/1997 | Espanha       | Vito-Feirense-Pnb |
| João Rodrigues         | 15/11/1994 | Portugal      | W52-FC Porto      |
| Gustavo César Veloso   | 29/01/1980 | Espanha       | W52-FC Porto      |
| Rui Vinhas             | 06/12/1986 | Portugal      | W52-FC Porto      |

1. ↑  Até a 9 de agosto.